# Mostra de Venise 1965
La Mostra de Venise 1965 s'est déroulée du 24 août au 6 septembre 1965.

## Jury
- Carlo Bo (président, Italie), Lewis Jacobs (É.-U.), Nikolaj Lebedev (URSS), Jay Leyda (É.-U.), Max Lippmann (Allemagne), Edgar Morin (France), Rune Waldekranz (Suède).

## Palmarès
- Lion d'or pour le meilleur film : Sandra (Vaghe stelle dell'Orsa...) de Luchino Visconti
- Coupe Volpi pour la meilleure interprétation masculine : Toshirô Mifune pour Barberousse (Akahige) de Akira Kurosawa
- Coupe Volpi pour la meilleure interprétation féminine : Annie Girardot pour Trois chambres à Manhattan de Marcel Carné
- Lion d'or du meilleur documentaire pour Primo Piano: Philippe Pétain processo a Vichy de Liliana Cavani